# Signe de sécurité S+

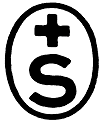
Signe de sécurité S+

Le Signe de sécurité est un label suisse - facultatif - dont l'attribution est réservée aux appareils électriques à basse tension. Il garantit à l'utilisateur que le matériel sur lequel il est apposé respecte les prescriptions légales relatives à la sécurité électrique et à la compatibilité électromagnétique. 

## Les utilisateurs
Les utilisateurs du signe de sécurité sont les développeurs, fabricants et négociants de matériels électriques de tous types, selon l’OMBT, destinés pour le ménage, les loisirs, l’artisanat, l’industrie et le commerce. Les produits finis destinés au consommateur final, de même que les composants pour le traitement ultérieur en vue de la fabrication de matériel, doivent être conformes aux exigences selon l’OMBT. Cela englobe également le respect de la conformité du point de vue de la compatibilité électromagnétique (CEM). 

## ESTI
L’ESTI est un organe de certification accrédité (SCES 033) qui octroie le signe de sécurité  selon l’OMBT. 
En allemand : Eidgenössisches Starkstrominspektorat
En français : Inspection fédérale des installations à courant fort
En italien : Ispettorato federale degli impianti a corrente forte
En anglais : Federal Inspectorate for Heavy Current Installations

## Le Site officiel
- ESTI